# 허니문 인 베가스
《허니문 인 베이거스》(영어: Honeymoon in Vegas)는 1992년 공개된 미국의 로맨틱 코미디 영화이다.

## 줄거리
사립탐정 잭은 어머니의 임종 자리에서 결혼하지 않겠다는 맹세를 한다. 하지만 그의 여자친구 베치는 결혼하여 가정을 꾸리기를 원하고, 결국 잭은 라스베이거스에서 서둘러 결혼식을 올리기로 한다. 그들은 결혼 전날 밤 밸리스 카지노 리조트에 체크인한다.
결혼식 직전 부유한 도박사인 토미 코먼은 베치가 자신의 죽은 아내 도나와 매우 닮았다는 것을 알아챈다. 그는 잭을 속여 포커 게임에 끌어들여 잭이 6만 5천 달러의 빚을 지게 만든다. 토미는 빚을 탕감해주는 대신 베치와 주말을 보내게 해달라고 제안하고, 절박한 상황에 놓인 잭과 베치는 이를 수락한다. 토미는 신사적으로 행동하겠다고 약속한다.
잭은 토미가 베치를 데리고 카우아이섬으로 휴가를 떠났다는 것을 알게 된다. 토미는 택시 기사 친구 마히 마히에게 잭이 자신과 베치에게서 최대한 멀리 떨어져 있도록 막아달라고 부탁하지만, 잭은 이를 눈치채고 택시를 훔쳐 달아난다. 잭은 카우아이 클럽 밖에서 베치를 발견하지만, 토미의 공격을 받고 체포된다. 잭의 치과 의사 친구 샐리가 그를 보석으로 빼내준다. 마히는 잭에게 토미가 베치를 데리고 라스베이거스로 떠났으며, 그와 결혼하도록 설득했다는 사실을 털어놓는다. 마히는 잭을 공항으로 데려다 준다. 한편 베치는 토미와의 결혼을 진행할 수 없다고 판단하고 그에게서 도망친다.
그 사이 잭은 여러 비행기를 갈아타며 라스베이거스로 가려고 애쓰지만 새너제이에 발이 묶인다. 간신히 라스베이거스로 가는 비행기에 탑승하지만, 그들이 엘비스 프레슬리 흉내를 내는 스카이다이빙 팀이라는 것을 알게 된다. 잭은 베치에게 가기 위해 3000 피트 상공에서 스카이다이빙을 해야 하는 상황에 처한다. 그는 공포를 극복하고 착륙하여 베치를 찾아내고 토미의 계획을 망친다.
결국 잭과 베치는 라스베이거스의 작은 예배당에서 '플라잉 엘비스' 팀을 하객으로 맞이하며 결혼한다. 잭은 흰색 조명 점프수트를 입고 있고 베치는 훔친 쇼걸 복장을 하고 있다.

## 출연
- 제임스 칸 - 토미 코먼 역
- 니컬러스 케이지 - 잭 싱어 역
- 세라 제시카 파커 - 베치 놀런 싱어/도나 코먼 역
- 팻 모리타 - 마히 마히 역
- 조니 윌리엄스 - 조니 샌드위치 역
- 존 캐퍼디치 - 샐리 몰러스 역
- 로버트 코스탠조 - 시드니 토머셰프스키 역
- 앤 밴크로프트 - 비 싱어 역
- 피터 보일 - 오먼 추장 역
- 버턴 길리엄 - 로이 베이컨 역
- 브렌트 힝클리 - 번 풀 역
- 딘 핼로 - 라일 데이비스 역
- 시모어 커셀 - 토니 캐터랙츠 역
- 키오니 영 - 에디 웡 역
- 토니 셜루브 - 버디 워커 역
- 브루노 허낸데즈 - 리틀 엘비스 역
- 대니 카메코나
- 벤 스타인
- 캡틴 해거티
- 조지 청

## 기타 제작진
- 미술: 윌리엄 A. 엘리엇
- 의상: 줄리 와이스